# Centro Cultural Deportivo Los Caimanes
Maillots
Dernière mise à jour : 5 mars 2023.
Le Centro Cultural Deportivo Los Caimanes est un club péruvien de football basé dans le district de Puerto Etén, province de Chiclayo, au nord du Pérou.

## Histoire
Fondé le 22 mai 1957, le club atteint les demi-finales de la Copa Perú en 2011 (éliminé par le Pacífico FC 1-1 et 0-1). En 2012, il accède à la 2e division, qu'il remporte en 2013 sous la houlette de Teddy Cardama.
Il joue donc en D1 en 2014 mais termine à l'avant-dernière place, à égalité de points avec le Sport Huancayo. Le 4 décembre 2014, il joue un match de barrage face à ce dernier club qu'il perd 0-1 ce qui le condamne à descendre en D2. 
Dirigé par Marcial Salazar, le CCD Los Caimanes devient vice-champion de 2e division en 2015 (à seulement deux points derrière le Comerciantes Unidos). Le club évolue en D2 jusqu'en 2019, lorsqu'il est relégué en Copa Perú (D3).

## Résultats sportifs

### Palmarès
| Compétitions nationales                                                    | Compétitions régionales                                      |
| - Championnat du Pérou D2 (1) : - Champion : 2013. - Vice-champion : 2015. | - Ligue de la région de Lambayeque (1) : - Vainqueur : 2011. |

### Bilan et records
- Saisons au sein du championnat du Pérou : 1 (2014).
- Saisons au sein du championnat du Pérou D2 : 7 (2012-2013 / 2015-2019).

## Joueurs et personnalités

### Entraîneurs
| - José Ramírez Cubas (2011) - Marcial Salazar (2012) - Teddy Cardama (2013-2014) - Claudio Techera (2014-2015) - Marcial Salazar (2015-2016) | - Óscar Siancas (2017) - Carlos Galván (2017) - Marcial Salazar (2017) - Miguel Miranda (2018-2019) - Marcial Salazar (2019) | - José Luis Castro (2019) - Orlando Maltese (2019) - Horacio Baldessari (2021) - Marcial Salazar (2021) - Juan José Bances (2022-) |